# Fryderyk I (książę Górnej Lotaryngii)
Fryderyk I (ur. ok. 912  – zm. 978/981) - książę Górnej Lotaryngii w latach 959-978/981.
W 954 pojął za żonę Beatrycze (zm. po 987), córkę Hugona Wielkiego, księcia Francji, i jego żony - Jadwigi Saskiej. Miał pięcioro dzieci:
- Henryk lotaryński (zm. 978)
- Adalbero (zm. 1005) - biskup Metz (984-1005)
- Teodoryk I (ur. ok. 965  – zm. 1027) - książę Górnej Lotaryngia (984?-1027)
- Ida (ur. ok. 970  – zm. 1026) - żona Radbota, grafa w Klettgau
- córka (ur. po 954) - żona Bertholda I z Górnego Isaru